# Zámek (stavba)

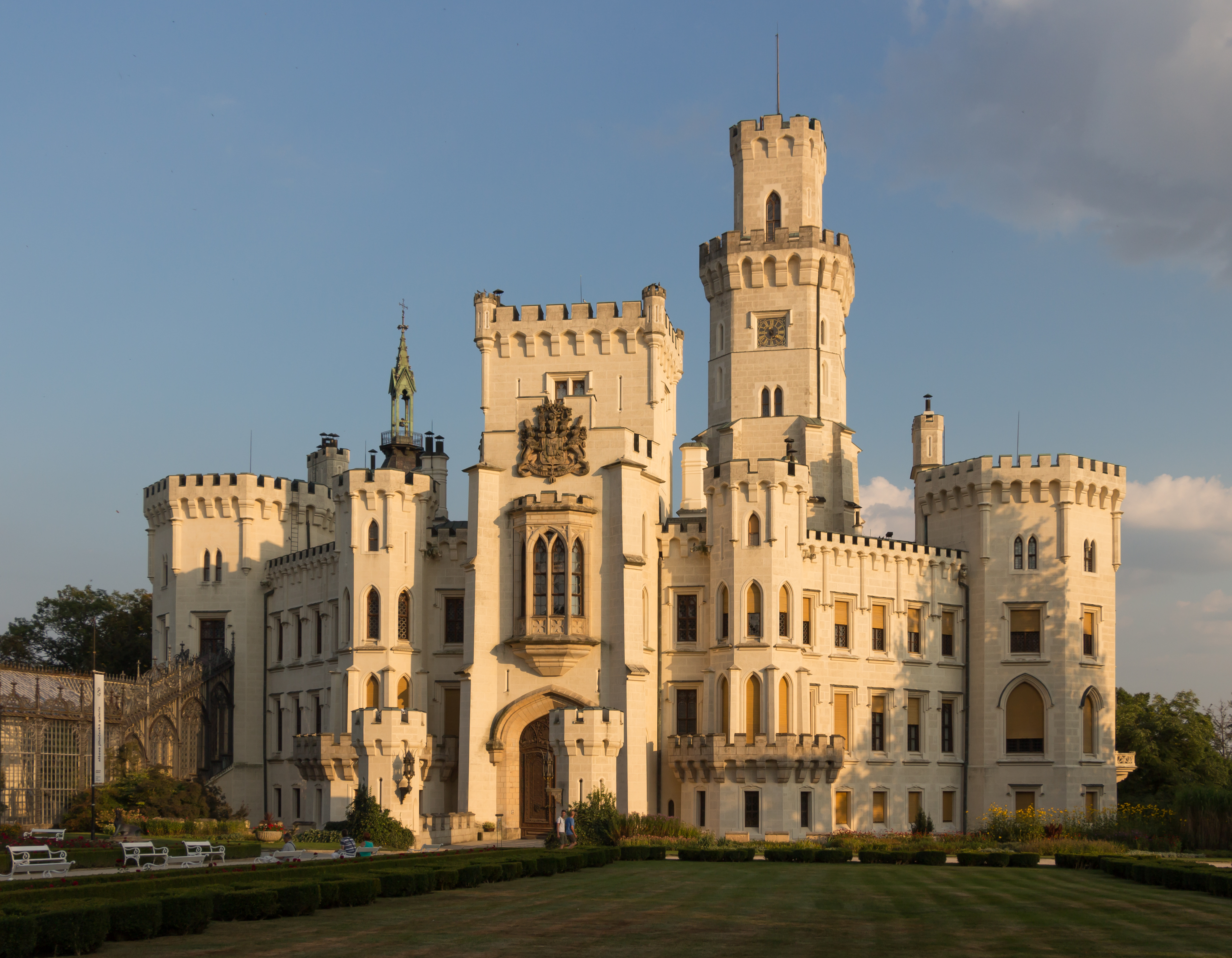
Zámek Hluboká nad Vltavou ve stylu anglické novogotiky

Zámek je novověké feudální sídlo, jež se oproti hradu vyznačuje zejména potlačenou obrannou funkcí. V českých zemích vznikaly tyto objekty zpravidla od 16. století a za mezní termín jejich výstavby je označován rok 1918, kdy byly zrušeny šlechtické tituly. Sídla bohatých měšťanů a podnikatelů bez šlechtického titulu zámky nejsou, byť jsou za ně někdy vydávána. Tento článek pojednává pouze o zámcích coby obytných budovách ve smyslu architektonickém a historicko-uměleckém na území Evropy.

## Všeobecný přehled
Rozlišuje se několik různých druhů zámeckých staveb: stavby obehnané příkopem nebo postavené na řekách či jezerech bývají označovány jako vodní zámek. Lovecký zámek (častěji „zámeček“) sloužil jako přijímací místo dvorní společnosti při pořádání honů na zvěř. Jako letohrádek bývá označována stavba, jež svými rozměry může sloužit jako rezidence, která však převážně sloužila jen k potěšení a odpočinku, méně často pro státní záležitosti, např. Letohrádek královny Anny na Pražském hradě. Jako letní sídlo označujeme budovu, jež je osídlena jen sezónně, jako např. Trojský zámek v Praze-Troji. Mnoho z těchto označení je však víceméně orientační a často se mohou mísit a mnoho zámků může být také v průběhu staletí rozšiřováno a přestavováno. Palácem všeobecně nazýváme obzvláště reprezentativně vyvedené obytné a vládní sídlo. Tento pojem, s nímž se také často setkáme ve spojení s orientálními nebo antickými zámeckými stavbami, je přejat z italského Palazzo a můžeme jej v různých obměnách najít v mnoha jazycích: v Anglii se reprezentativní stavby označují jako Palace, ve Francii slovo Palais označuje reprezentativní městskou stavbu (v protikladu k Château, což je zámek v krajině). V zásadě však neexistuje žádná přesná definice obou pojmů (zámek a palác), a proto někdy bývají v českém jazyce používány záměnně.
Historie zámeckých staveb se v Evropě se začíná rozvíjet s koncem středověku a počátkem novověku. Zásluhou vynálezu střelných zbraní ztrácely stále více původní opevněné, nepohodlné hrady stísněné v silných zdech ze své funkce ochrany a obrany. Společně s rozvojem a zdokonalováním střelných zbraní se měnila i vojenská taktika a z mnoha hraničních sporů, rodových válek (ale též skrze šikovnou sňatkovou politiku) z maličkých království, knížectví a vévodství či hrabství pomalu vyrůstaly větší celistvé státy. Jelikož hrady v důsledku zranitelnosti proti stále účinnějším dělům poskytovaly sotva ještě nějakou ochranu, mělo to na druhou stranu ten dopad, že byl na stále větším území a na delší dobu nastolován mír, a již nic nestálo v cestě k uskutečnění přání i nutnosti pohodlnějších a reprezentativnějších obytných budov. Tak jak zámky vznikaly, můžeme shrnout jejich uměleckohistorický vývoj do několika větších vývojových epoch.

## Rozvoj zámecké architektury v Evropě

Náměstí Svatého Marka s gotickým Dóžecím palácem (na snímku vlevo) v italských Benátkách

### Románský sloh a gotika
Ve středověku byly čistě zámecké stavby řídké. Důraz byl kladen na bezpečnost a raná šlechta si jako sídla stavěla hrady.
Zámožní hradní páni si zpočátku své pevnosti nechali budovat na základě přejatého románského a později gotického slohu církevních staveb. Působivými svědky těchto hrado-zámků jsou například věhlasné francouzské zámky na řece Loiře, jež sice v průběhu stovek let měnily svou podobu, ovšem jejich původní vzhled byl přenesen, viz manuskript Très Riches Heures vévody z Berry. V zemích dnešního Německa, tzv. Svaté říše římské, vznikají palácové hrady zámeckého střihu, které sloužily zpočátku cestujícím příslušníkům dvora a císaři jako sídlo. Působivým příkladem přechodu od opevněného hradu k zámkovému komplexu je Albrechtsburg v Míšni. V Itálii, především pak v Benátkách a Florencii se začaly objevovat první městské paláce, jako třeba Ca' d'Oro. Ty ještě sice nebyly skutečnými „zámky“ v pravém slova smyslu a často patřily nikoli šlechtickým rodům ale „jenom“ bohatým kupcům, i když rozmach umění, kterého zde bylo dosaženo a spojení pohodlí bydlení a reprezentativnosti brzo začaly sloužit jako vzor světských staveb ostatních epoch.

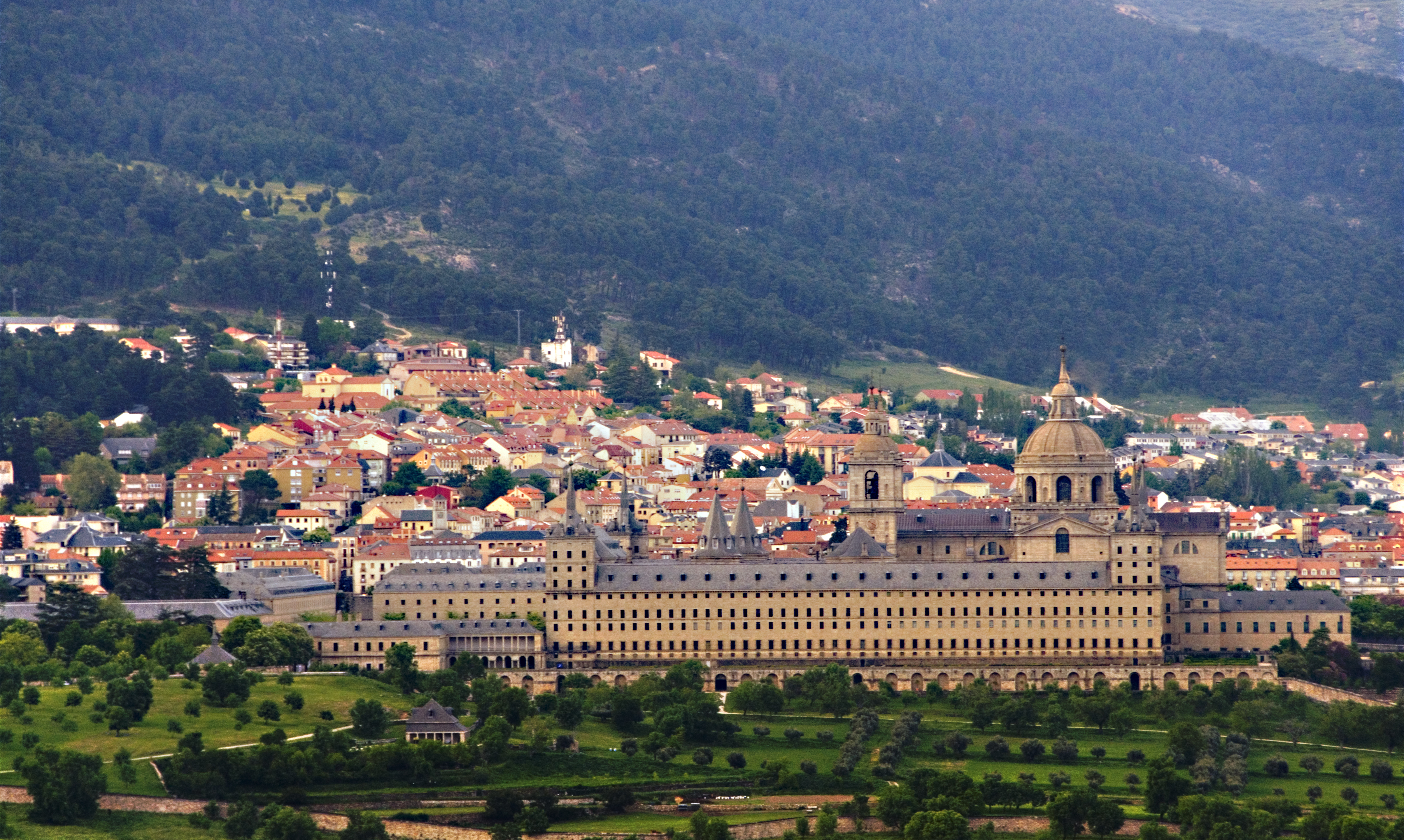
Královský palác a klášter svatého Vavřince el Escorial

### Renesance
V renesanční Itálii vyrůstaly od 16. století vedle městských palazzi první samostatně stojící villy již od dob antiky, jako například La Rotonda poblíž Vicenzy. Tyto domy, postavené pro bohaté městské aristokraty, jsou prvními stavbami evropského novověku, při jejichž stavbě bylo již v popředí stálo přání po pohodlí nebo reprezentativnost a stavební plány zahrnovaly začlenění okolního prostředí, přírody nebo vzhledu města.
Renesanční styl se orientoval na architekturu antického Řecka a starověkého Říma a brzo našel velkou odezvu v celé Evropě. Imitovaly se proporce a stavební detaily starých chrámů a svatyní nebo samotného kolosea a nové stavby byly zdobeny klasickým sloupořadím v řecko-římském stylu a velkolepými štíty, městské paláce dostaly souměrné Fasády s velkorysými řadami oken a vyzdobenými vchodovými portály. Zpočátku byly v severní Evropě prostě přestavovány pozůstalé hradní koncepce nebo rozšiřovány na základě nového slohu (který byl zhusta interpretován velmi volně, neboť se tehdy sotva našel nějaký architekt, jenž by podobné stavby viděl na vlastní oči). Jako příklad nám může posloužit německý Heidelberský zámek nebo francouzský zámek Amboise. Zámky této doby byly nejprve ještě velice nepravidelně odstupňované a zřídkakdy se postupovalo podle nějakého jednotného stavebního plánu, neustále se přistavovaly nebo přestavovaly jednotlivé budovy či jejich části. Nicméně hlavní účel byl splněn: vymanit se z tísnivých prostor starých hradních opevnění a vystavět nové samostatné stavby, nové zámky, jako třeba zámek Chambord ve Francii nebo rozsáhlý komplex El Escorial ve Španělsku (který je zároveň klášterem s královskou hrobkou).

### Baroko

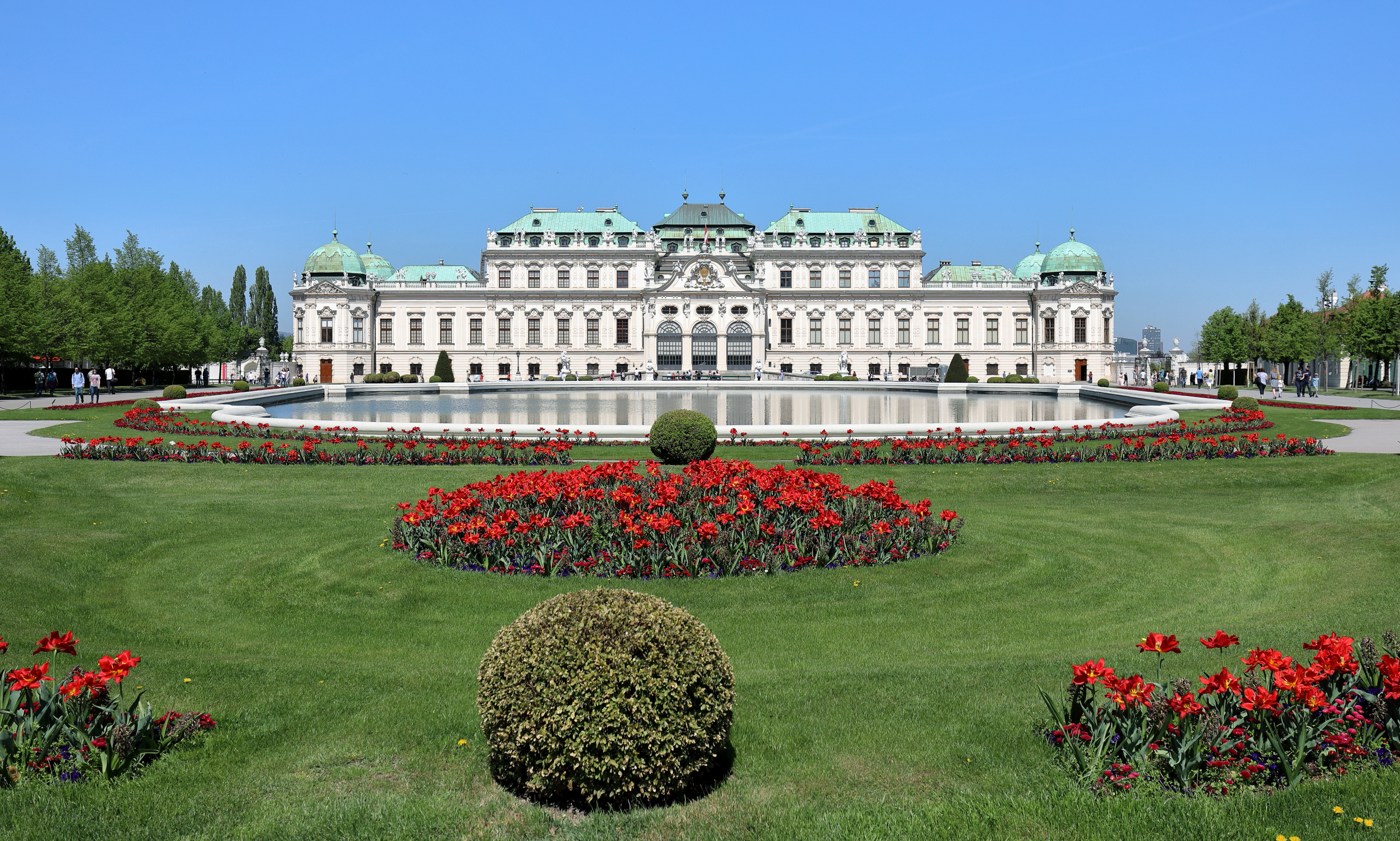
Barokní zámecká budova Horního belvederu ve Vídni

Příchod baroka se začal projevovat v 17. století a vstoupil na půdu kvetoucího absolutismu. Knížata stále více shromažďovala moc ve svých rukou, což také chtěli dát patřičně najevo prostřednictvím honosných sídel. Symetrie patří kněžstvu a souměrné zámky vyhasínající renesanci. Jako celá města nyní vypadaly zámky vystavěné v barokním slohu, které se nespokojily pouze s úlohou středobodu celého širokého okolí, nýbrž také kultury, politiky a hospodářství. Nejznámějším příkladem je zámek ve Versailles, kterým se nechala inspirovat celá Evropa a jako předloha pro mnohé působivé příklady je možné spatřit v italském paláci Caserta, v německém zámku Rastatt nebo ruském Petrodvorci v Petrohradě.
Stavby se zdobily mimořádným množstvím sloupů, pilířů a soch. Zatímco baroko v Anglii a Francii bylo sice praktikováno dosti přísně a rozvinula se věcná, klasicistní dynamika, byla zámecká architektura v ostatní Evropě dosti bouřlivá a z mnohé fasády často prýští nápady a bohatým detailem. Uvnitř budovy byly umístěny pokračování reprezentačních místností a slavnostních sálů, rytmicky se stupňujících vedlejších budov a postranních křídel k velkému Corps de logis uprostřed, jemuž zpravidla předcházelo veliké čestný dvůr (fr. cour d’honneur). Samotný půdorys stavby byl ornamentem a gigantické zámecké parky prodlužovaly architekturu ven do krajiny. Epocha skončila rokokem, které bylo posledním, velice hravým vyvrcholením barokního umění.

### Klasicismus

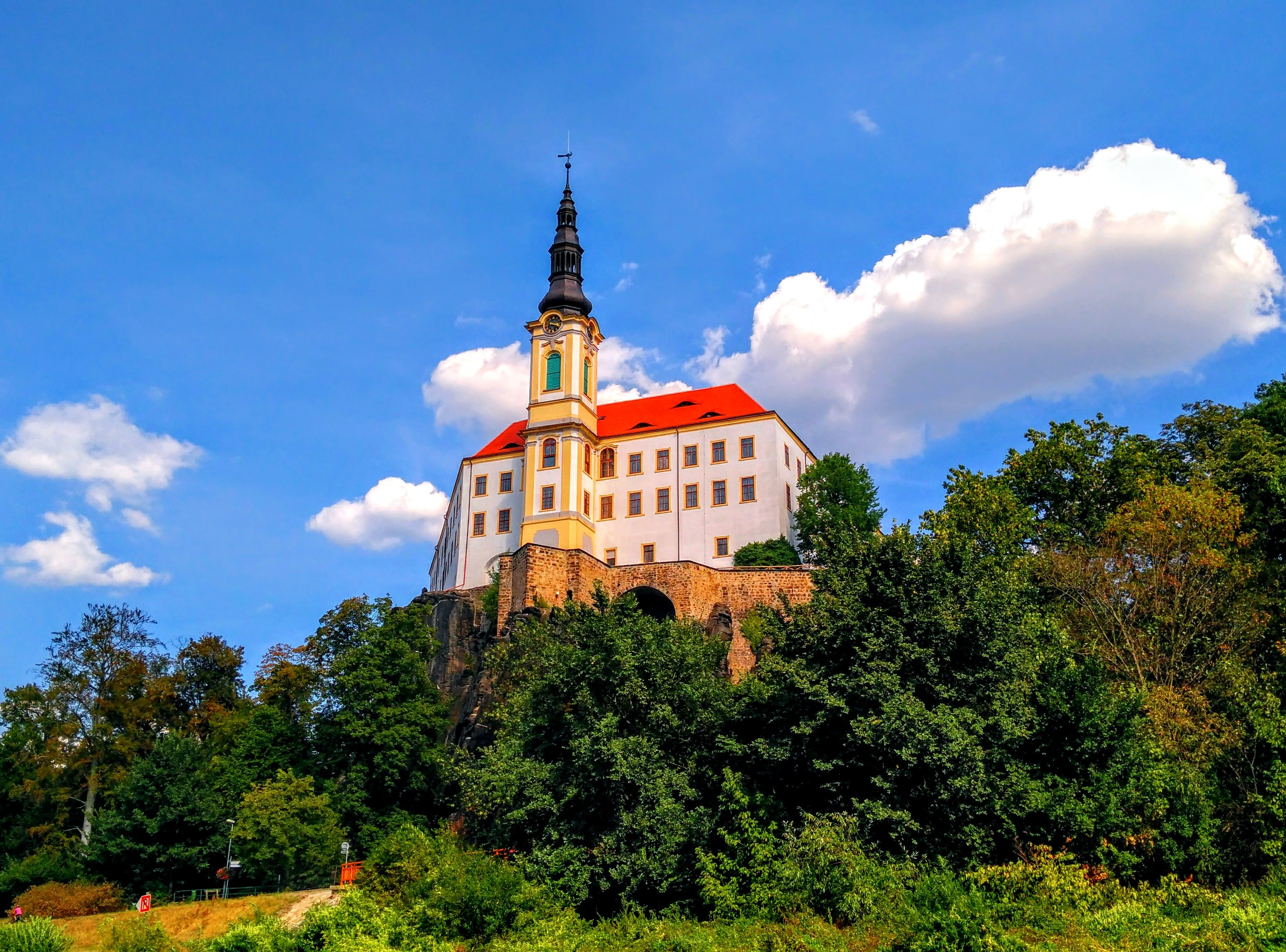
Klasicistní děčínský zámek

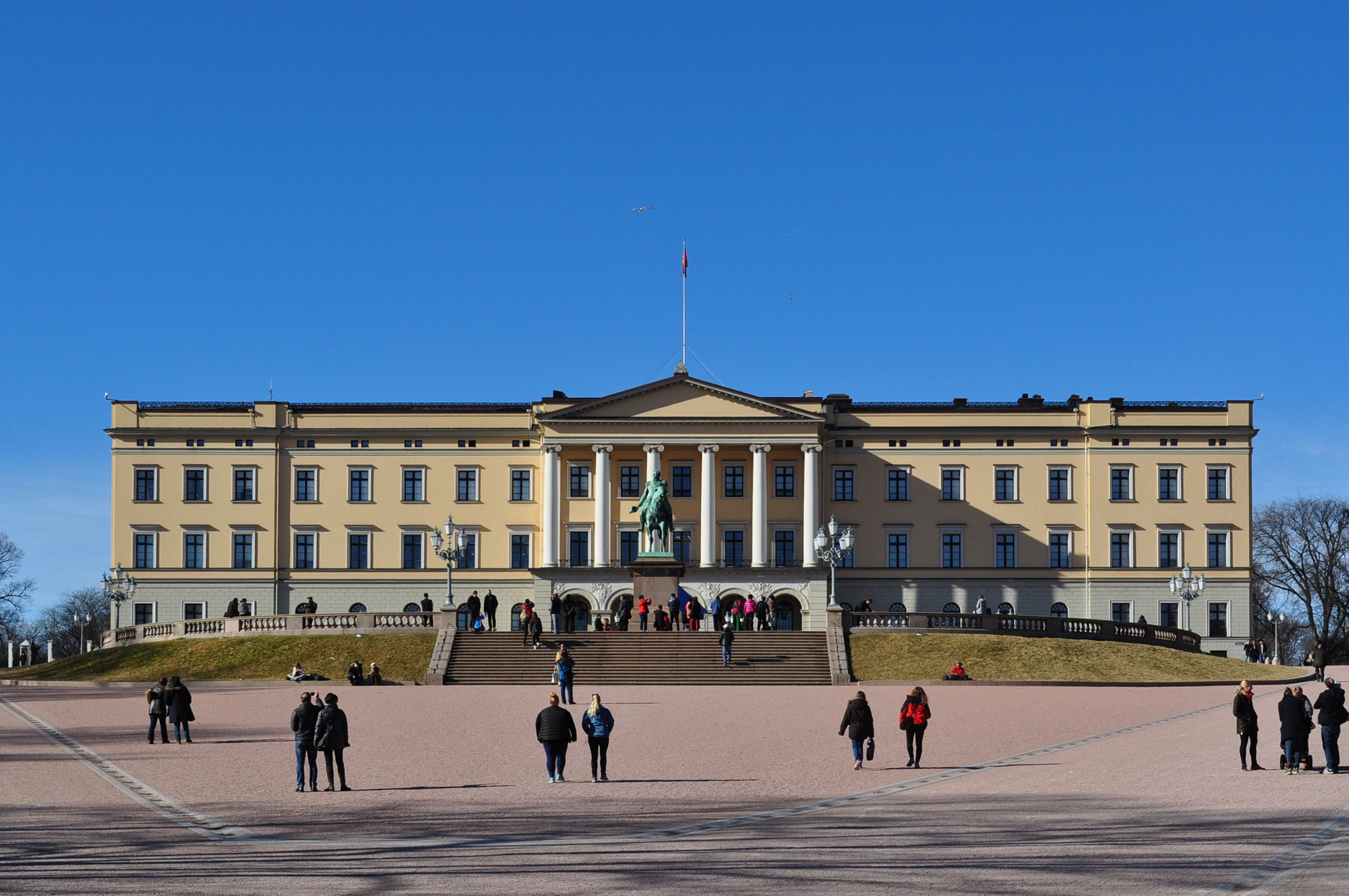
Klasicistní městský zámek v Oslu

V důsledku osvícenství se pozměnil názor na umění druhé poloviny 18. století a temperamentní, živý barokní styl byl nadále vnímán jako příliš nabubřelý a přehnaný. Podobně jako již před dvěma stoletími se architekti začali znovu orientovat na antiku a objevením Pompejí se antické vlivy opět objevily v umění.
Klasicismus dal vzniknout novým stavbám, které měly klidnější a jasnější linie, jak např. zámek Neuhardenberg nebo Kurfiřtský zámek v Koblenci. Staré barokní zámky byly přezdobeny, vnitřní rokajové dekorace již platily za staromódní a překonané a okázalá výzdoba byla odstraněna. Příklady nalezneme na hlavní budově rezidenčního zámku Ludwigsburg nebo zámku Sondershausen v Německu. Fasády zámků byly vyzdobeny mohutnými, téměř chrámovými lomenicemi a od systému stupňovitých staveb a pavilonů se již často upouštělo. Společně s bujností baroka a rokoka zanikaly také symetrické, esteticky propracované zahrady stále častěji ustupovaly přirozeně působícím parkům v anglickém stylu, jako příklad můžeme jmenovat zámek Wilhelmshöhe. U mnoha staveb se však také mísily zahradnické styly, jako např. u schwetzingerského zámku.

### Historismus
Od 19. století vznikal sloh historismus, jenž ve všech svých podobách a projevech vycházel z někdejších slohů a tím vznikala díla od novorománského, novogotického a novorenesančního až po stavby v novobarokním slohu. Byly-li dřívější slohy vždy utvářeny místními vlivy, tak odteď se rozvíjelo interevropské umělecké chápaní a bylo volně užíváno vzorů cizích zemí a dávných epoch. Občas se objevují dokonce exotické stavební prvky, viz Royal Pavilion v Brightonu nebo Palácio da Pena v Sintře v Portugalsku.
Staré evropské stavební slohy byly nově vykládány a imitovány, často dokonce rozmanitými způsoby společně slučovány. Na mnoha místech se stavělo v romantickém charakteru starých hradních zřícenin a ty byly přetvářeny, jako u zámku Stolzenfels, ovšem existují i díla, v nichž se stavitelé navracejí k barokní renesanční formě (např. Zvěřínský zámek) a vytvářejí historicky vyhlížející novostavby. Nejznámější stavby této epochy jsou z doby krále Ludvíka II. Bavorského, jenž vybudováním hradu Neuschwanstein znovu proměnil v rytířský hrad, zámek Herrenchiemsee v absolutistický palác a zámek Linderhof v letohrádek francouzského střihu. Jelikož doba převelikých zámků byla ve většině zemí již za svým zenitem, z důvodu sílící měšťanské vrstvy pozbývala šlechta pomalu svou moc a vliv a velkolepé stavební projekty byly čím dál řidší.

### Zámky dnes

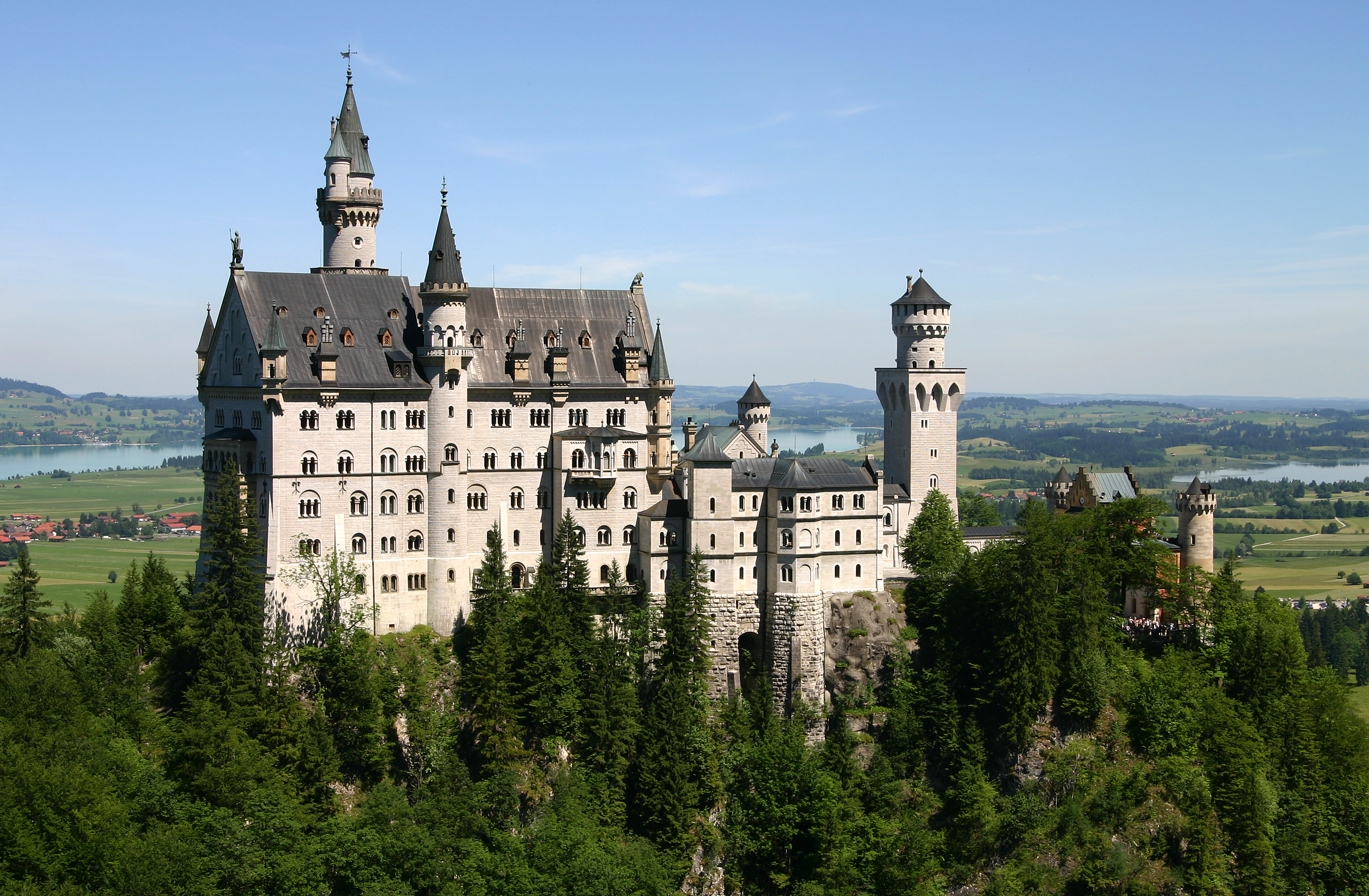
Romantický zámek Neuschwanstein v jižním Bavorsku

Během první světové války a následným pádem hlavních evropských monarchií byl definitivně ukončeno období zámeckých staveb.
Jen málo zámků patří ještě dnes svým původním majitelům a málokdy jsou obydleny. Pro mnohé budovy muselo být nalezeno nové využití, jako tomu bylo v münsterském zámku nebo v Leineschlossu v německém Hannoveru. Pokud měly to štěstí, že přečkaly revoluce, požáry nebo druhou světovou válku, slouží dnes zámky hlavně jako muzea, často i jako kulturní střediska, v hojné míře pod ochranou památkových úřadů, což je však velmi nákladná záležitost. Současně jsou však také hodnotnými svědky zašlých epoch, též jsou středem zájmu mnoha návštěvníků a proto někdy i důležitým ekonomickým subjektem. Jako umělecko-historické památníky jsou naprosto nepostradatelné.
Tam, kde zámek po zničení chybí, jako např. městský zámek v Berlíně nebo Postupimi, není někdy jasné, zda má nebo nemá smysl objekt znovu vystavět. Na jednu stranu byly mnohé zámky středem obcí, které později připadly městům, a proto patřily z historického hlediska neoddělitelně k tamní oblasti. Navíc se zde často dříve dělala též politická rozhodnutí, jež ovlivňovala danou část země. Na druhou stranu je též stoupencům nové výstavby známo, že tím vzniknou vysoké náklady, navíc na něco, co již pozbylo svou historickou hodnotu, nové výstavby jsou jen rekonstrukcemi. Často zde také panují oprávněné obavy, že pro takovou stavbu by se sotva našlo nějaké vlastní smysluplné využití.